# إيرف ليفين
إيرف ليفين (بالإنجليزية: Irv Levin)‏ هو شخصية أعمال ومنتج أفلام أمريكي، ولد في 8 سبتمبر 1921 في شيكاغو في الولايات المتحدة، وتوفي في 20 مارس 1996 في كاليفورنيا في الولايات المتحدة.

## وصلات خارجية
- إيرف ليفين على موقع IMDb (الإنجليزية)
- إيرف ليفين على موقع الموسوعة البريطانية (الإنجليزية)
- إيرف ليفين على موقع قاعدة بيانات الفيلم (الإنجليزية)